# Átomo (tempo)
Um átomo (grego: a-tom, «indivisível»)?, refere-se à menor unidade possível de tempo.

## História
Uma das primeiras ocorrências da palavra "átomo" com significado da menor unidade possível de medir o tempo é encontrada no texto em grego do Novo Testamento nos I Coríntios 15:52 de Paulo. O texto compara o período de tempo do "átomo" com o tempo necessário para "o brilho de um olho". O texto diz: "en atomo, en repete ophthamou" - a palavra "átomo" geralmente é traduzida como "um momento", "em um momento" ou "em um piscar de olhos". Com esse significado, mais tarde foi referido nos escritos filosóficos medievais como a menor divisão de tempo possível. A primeira ocorrência conhecida da palavra em inglês é no Enquirídio de Birferdo (um texto científico) de 1010-1012, onde foi definido como 1/564 de um momentum (1½ minutos), e portanto, igual a 15/94 de um segundo. Foi utilizado no computus, o cálculo utilizado para determinar a data do calendário da Páscoa.